# Barcugnan
Barcugnan ist eine französische Gemeinde mit 104 Einwohnern (Stand 1. Januar 2022) im Département Gers in der Region Okzitanien (vor 2016: Midi-Pyrénées). Sie gehört zum Arrondissement Mirande und zum Kanton Mirande-Astarac.
Die Einwohner werden Barcugnanais und Barcugnanaises genannt.

## Geographie
Barcugnan liegt circa 15 Kilometer südlich von Mirande in der historischen Provinz Armagnac an der Grenze zum Département Hautes-Pyrénées.
Umgeben wird Barcugnan von den sechs Nachbargemeinden:
| Mont-de-Marrast | Montaut                                     |                       |
| Manas-Bastanous | Kompassrose, die auf Nachbargemeinden zeigt | Sainte-Aurence-Cazaux |
|                 | Fontrailles (Hautes-Pyrénées)               | Duffort               |

Barcugnan liegt im Einzugsgebiet des Flusses Garonne.
Die Baïse ist einer seiner Nebenflüsse und durchquert das Gebiet der Gemeinde zusammen mit ihren Nebenflüssen,
- dem Ruisseau de Larrat,
- dem Ruisseau du Mont d’Aroux und
- dem Haget, der in Barcugnan entspringt.[2]

## Geschichte
Vor 1806 wurde die frühere Gemeinde Montagnan eingegliedert, im Jahr 1822 die frühere Gemeinde Saint-Trailles.

### Einwohnerentwicklung
Mit der Eingliederung der früheren Gemeinde Saint-Trailles erreichte die Zahl der Einwohner ihren Höchststand von rund 660. In der Folgezeit sank die Größe der Gemeinde bei zwischenzeitlichen Erholungsphasen bis heute.
| Jahr                       | 1962 | 1968 | 1975 | 1982 | 1990 | 1999 | 2006 | 2011 | 2020 |
| Einwohner                  | 260  | 228  | 192  | 169  | 164  | 143  | 145  | 117  | 104  |
| Quellen: Cassini und INSEE |      |      |      |      |      |      |      |      |      |

## Sehenswürdigkeiten
- Kirche Saint-Martin in Barcugnan
- Kirche Saint-Laurent im Weiler Montagnan
- Kirche Sainte-Eulalie im Weiler Saint-Trailles

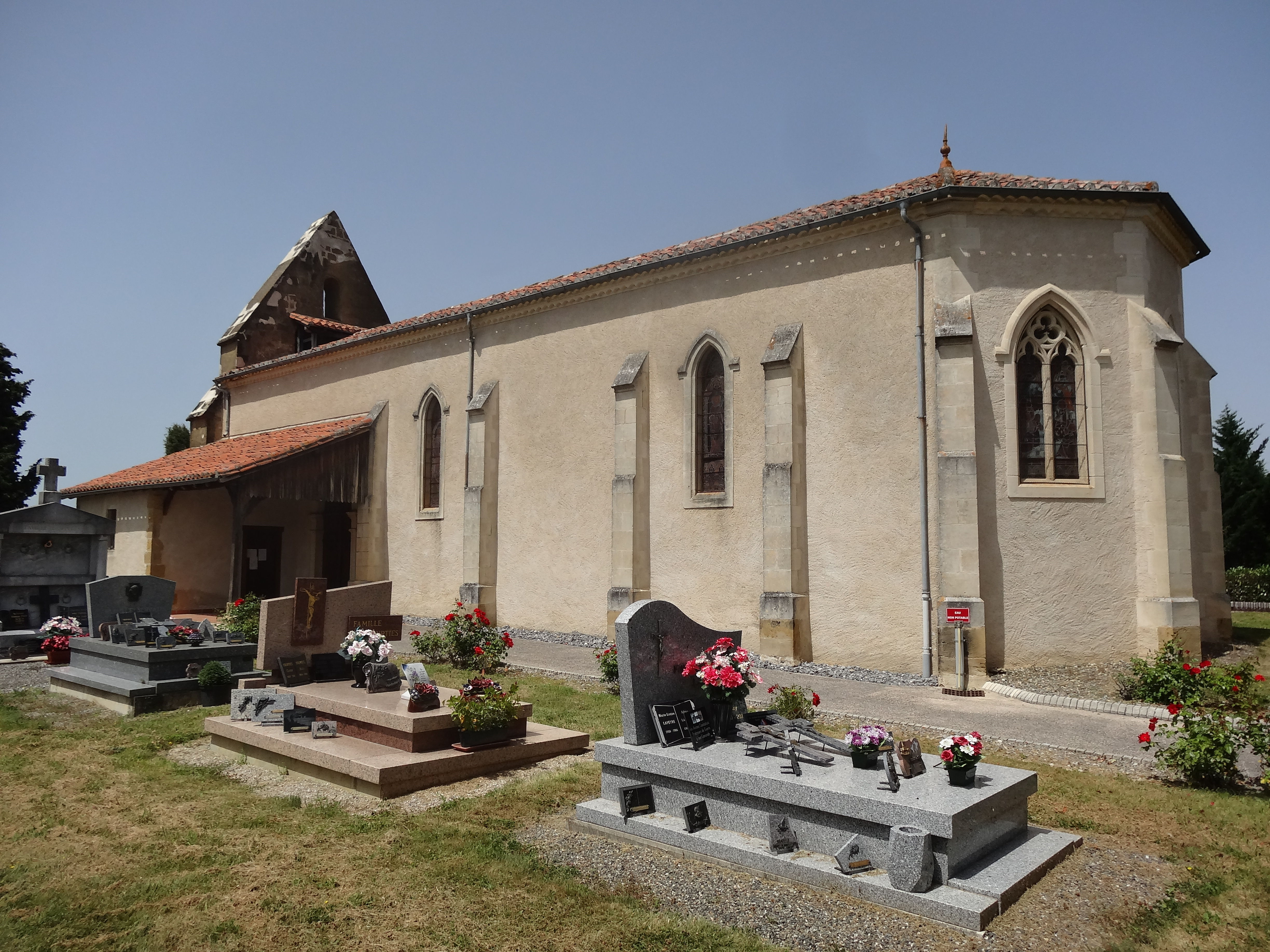
Kirche Saint-Martin
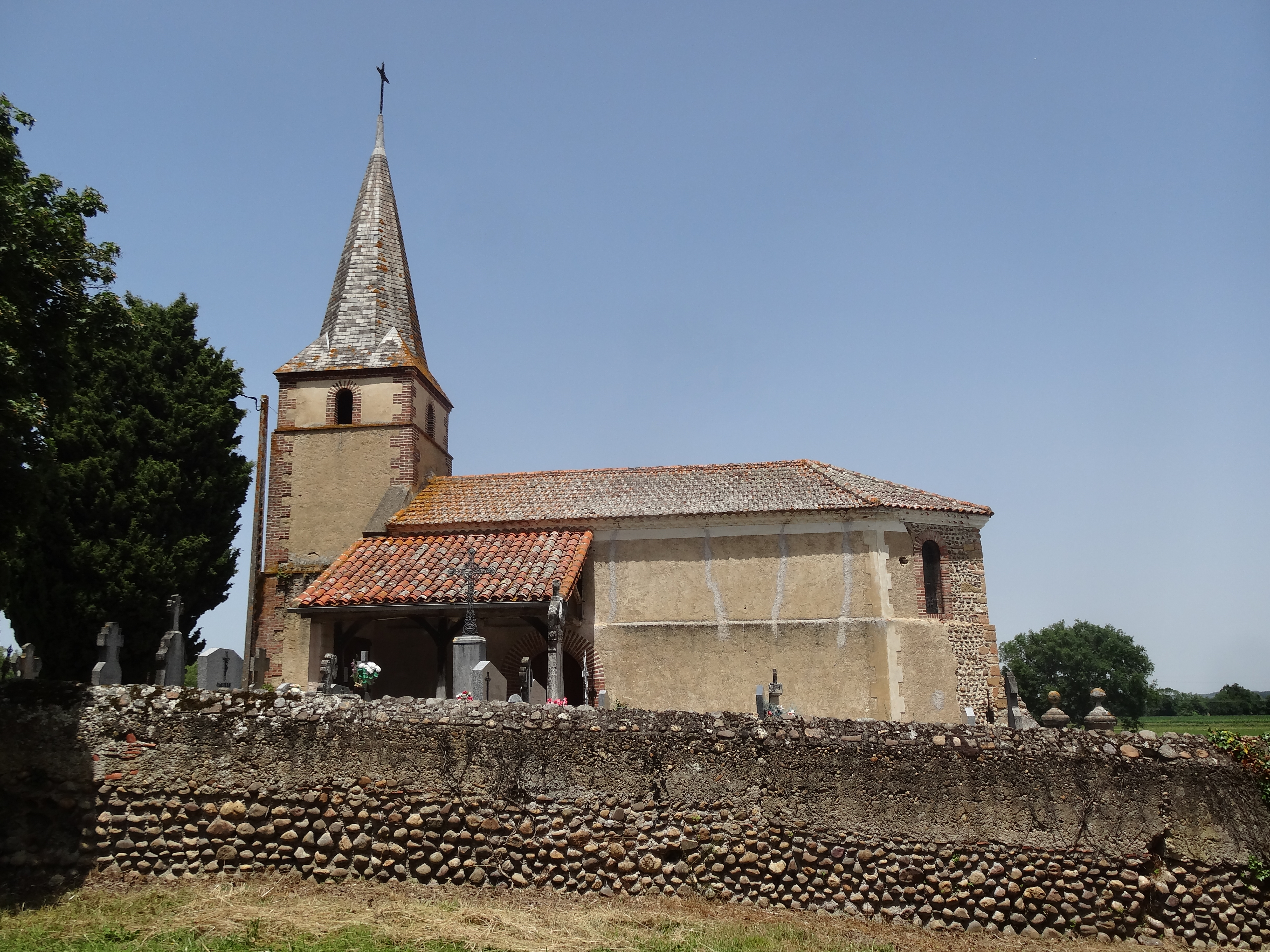
Kirche Saint-Laurent
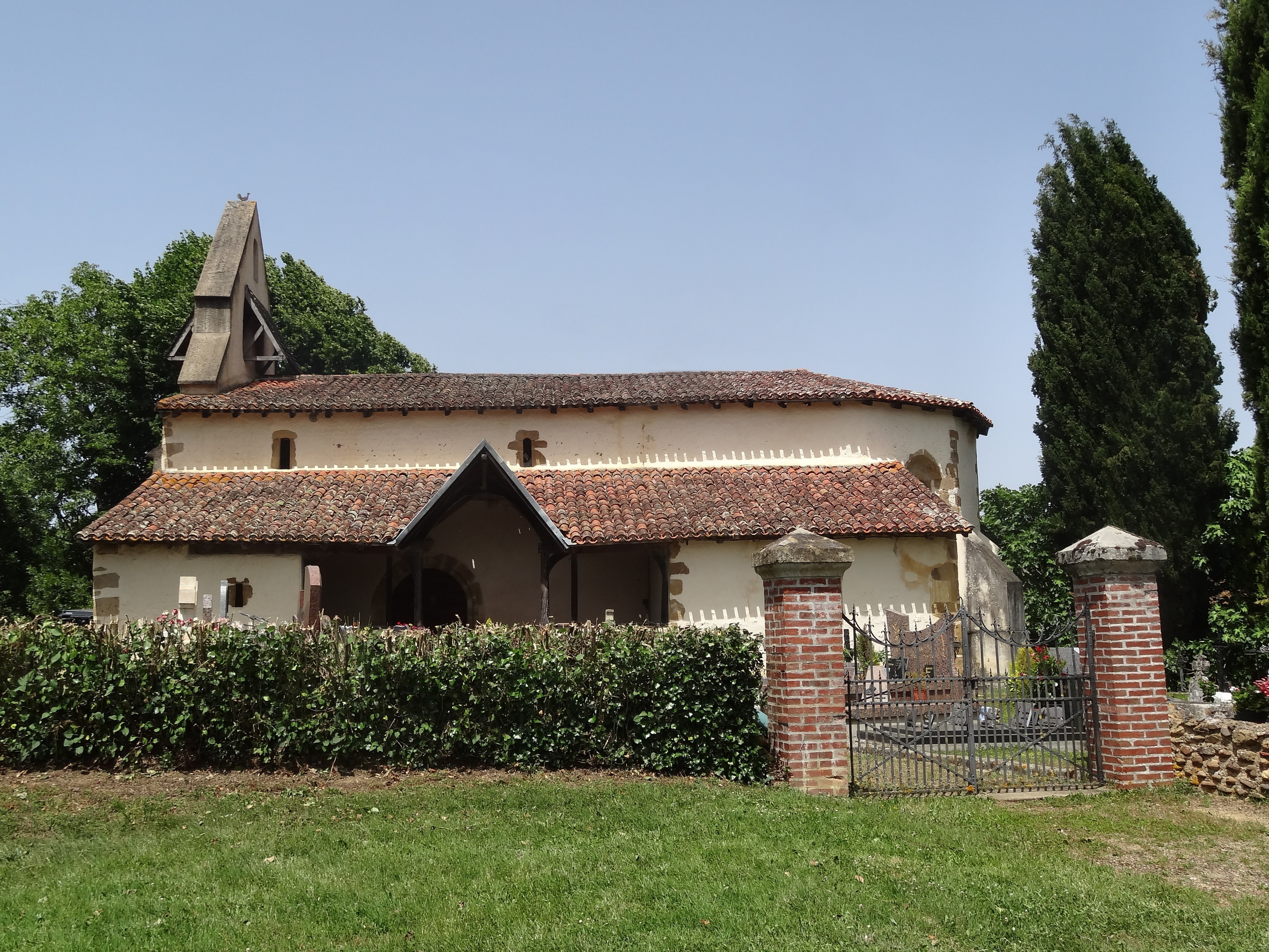
Kirche Sainte-Eulalie
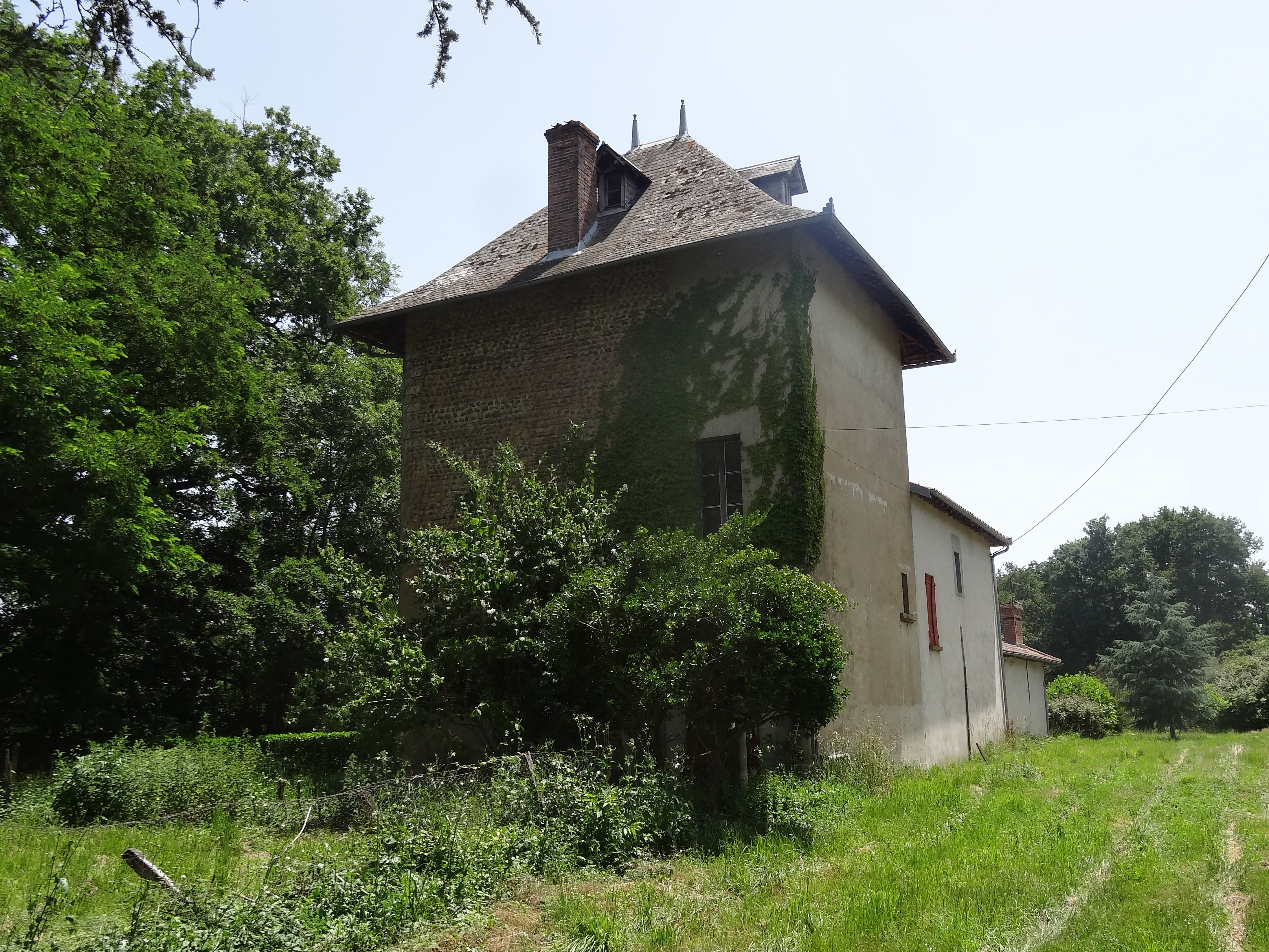
Herrenhaus Montagnan
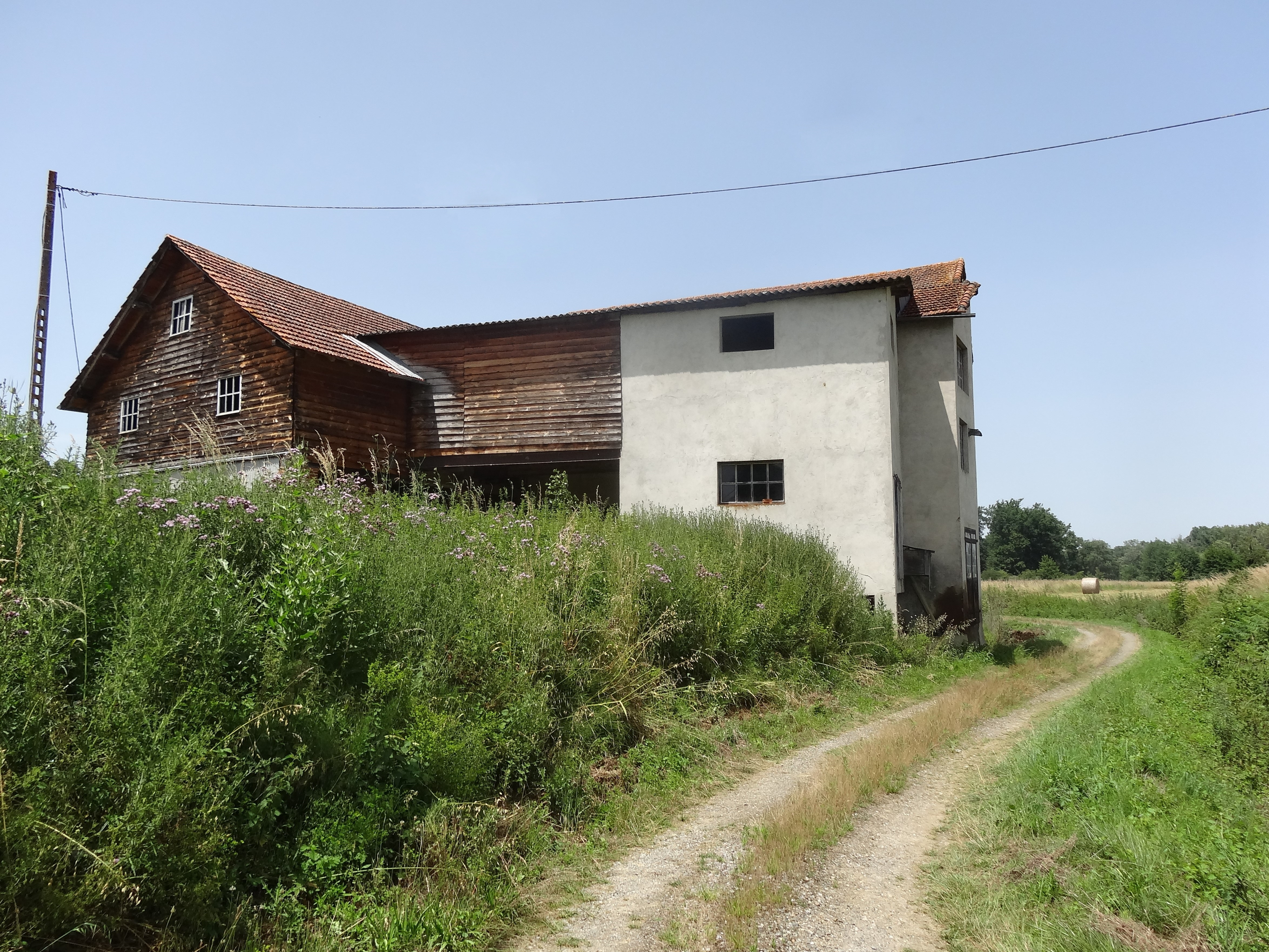
Wassermühle Labrune
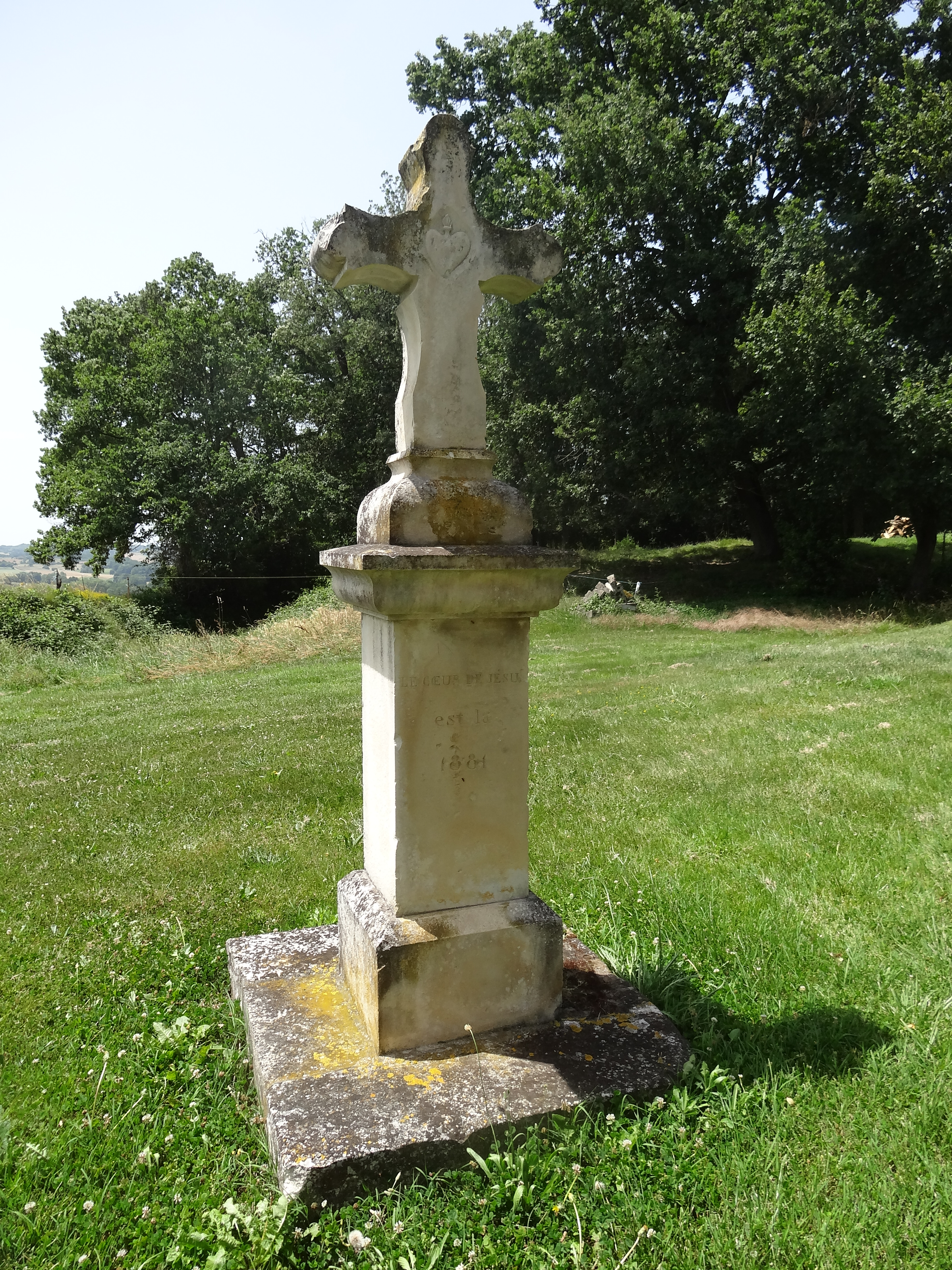
Flurkreuz im Weiler Saint-Araille
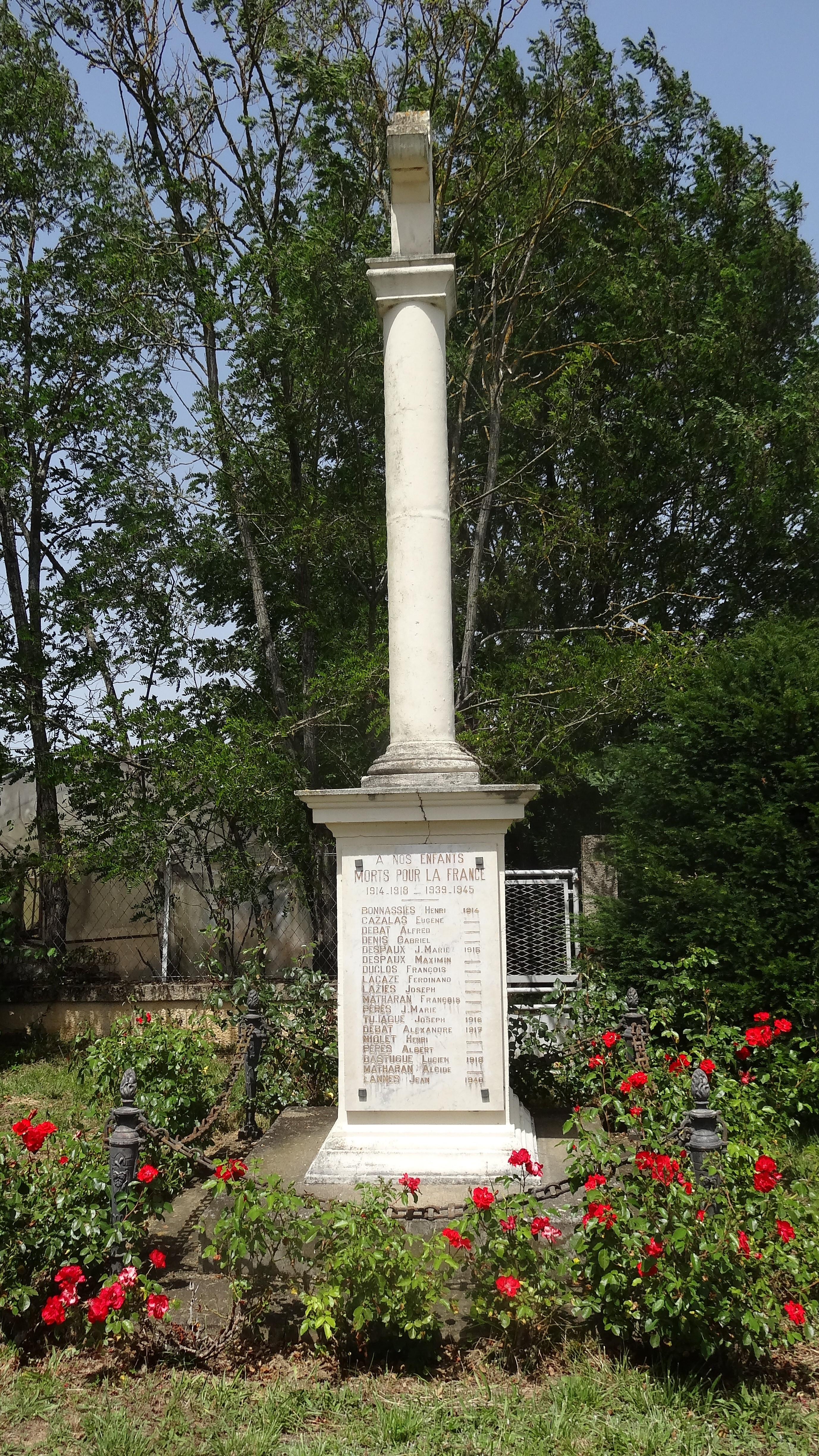
Gefallenendenkmal

## Wirtschaft und Infrastruktur
Die Wirtschaft der Gemeinde ist überwiegend landwirtschaftlich orientiert. Barcugnan liegt in den Zonen AOC der Schweinerasse Porc noir de Bigorre und des Schinkens Jambon noir de Bigorre.

### Verkehr
Barcugnan wird von den Route départementales 145, 211 (Hautes-Pyrénées: 39) und 939, der ehemaligen Route nationale 639, durchquert.